# Volare Airlines (Oekraïne)
Volare Aircompany of Volare Aviation Enterprise (Russisch: Авиакомпания ЗАО Авиакомпания Воларе, Oekraïens: Авіакомпанія ЗАТ Авіакомпанія Воларе) was een Oekraïense luchtvrachtmaatschappij met thuisbasis in Mykolajiv.
Volare staat op de zwarte lijst voor luchtvaartmaatschappijen van de Europese Unie.

## Geschiedenis
Volare Aircompany werd opgericht in 1994 door het Russische Volare.

## Vloot
De vloot van Volare Aircompany bestaat uit: (maart 2007)
- 3 Ilyushin Il-76TD
- 6 Antonov AN-12BP